# Тимна (город)

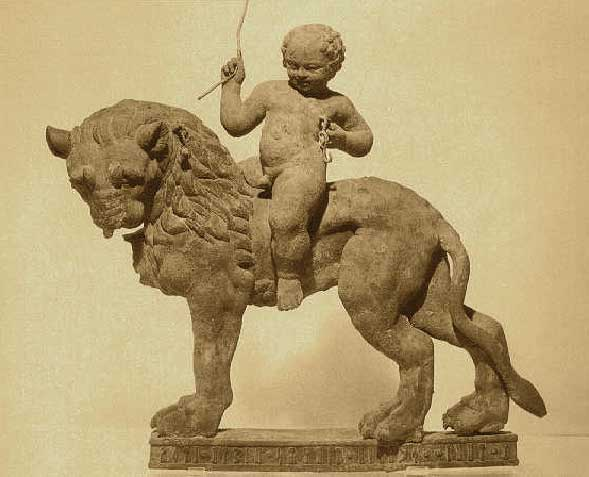
Бронзовая статуя, найденная в Тимне, I в. до н. э.

Тимна (араб. تمنع‎) — древний город в Йемене, столица царства Катабан; этот город отличается от города в Южном Израиле, носящего то же название. В древние времена Тимна являлась важным перевалочным пунктом знаменитой «дороги благовоний», по которой караванами верблюдов поставляли аравийский ладан в города Средиземноморья, самыми известными из которых были Газа в Палестине и Петра в современной Иордании.
Город был разрушен после первого завоевания Катабана химьяритами в I в. н. э. После восстановления независимости Катабана во II в. н. э. его столица была перенесена в город Зат-Гайлум.
Американские раскопки в Тимне происходили в 1950-е годы.
Для получения информации о современном состоянии города см. Бейхани.